# Wronów (powiat puławski)
Wronów – wieś w Polsce położona w województwie lubelskim, w powiecie puławskim, w gminie Końskowola. 
Wieś stanowi sołectwo gminy Końskowola. Według Narodowego Spisu Powszechnego z roku 2011 wieś liczyła 395 mieszkańców.
Wierni Kościoła rzymskokatolickiego należą do parafii Znalezienia Krzyża Świętego i św. Andrzeja Apostoła w Końskowoli.

## Historia
Wieś szlachecka położona była w drugiej połowie XVI wieku w powiecie lubelskim województwa lubelskiego.
Wieś wchodziła w 1662 roku w skład majętności końskowolskiej Łukasza Opalińskiego. 
W 1870 wieś została odłączona od gminy nowoaleksandryjskiej i przyłączona do gminy Gołąb. 1 stycznia 1925 przyłączono ją do gminy Końskowola.
W latach 1975–1998 miejscowość administracyjnie należała do ówczesnego województwa lubelskiego.
We wsi urodzili się: Paweł Matraszek oraz Jan Kowalik.